# メチルニトロニトロソグアニジン
メチルニトロニトロソグアニジン(N-メチル-N'-ニトロ-N-ニトロソグアニジン, 1-Methyl-3-nitro-1-nitrosoguanidine, MNG, MNNG)はグアニジンの窒素原子上にニトロソ基が置換した構造を持つ有機化合物である。低温で閃光を発しない起爆薬として使われていた。反応性は雷コウやアジ化鉛よりも穏やかである。淡黄色の結晶性粉末で、濃硫酸と接触すると爆発する。細い管に入れて加熱すると約 165℃ で爆発する。ハンマーで叩くと爆発する。

アルキル化剤でアルキル基をDNA塩基中の窒素原子に転移させて突然変異を起こす。細菌で突然変異を起こすことから、発がん性があると考えられていた。ラットに経口投与することで、実験的発がん(胃癌)が確認された。取り扱いには手袋を使う必要がある。
衝撃、摩擦、加熱に敏感。水に触れると徐々に分解する。実用爆薬として用いられる事はほとんどない。保存には乾燥した状態を維持して密栓ビンに蓄える。
水溶液中のニトロソグアニジンはニトログアニジンと類似した反応を見せるが、ニトログアニジンが亜酸化窒素と硝酸に分解する条件では、窒素と亜硝酸を生成する。
H2N−C(=NH)−NH−NO → H2N−NO＋HN=C=NH → H2N−CN
ニトロソグアニジンの水溶液を温めるとニトロソアミドが水と窒素に分解し、シアナミドが重合しジシアンジアミドを生成する。またニトロソグアニジンの水溶液を低温化で塩酸酸性にすると亜硝酸を生じ、酸性溶液に可溶性のジメチルアニリンやその他の有機化合物にニトロソ基の導入に使うこともできる。
ニトロソグアニジンの合成は低温水溶液中でニトログアニジンを亜鉛と塩化アンモニウムなどで還元して行われる。